# 恵泉女学園大学
恵泉女学園大学（けいせんじょがくえんだいがく、英語: Keisen University）は、東京都多摩市にある私立大学。学校法人恵泉女学園によって運営されている。
創設者は河井道。リベラルアーツ（教養教育）主義の大学。2023年度をもって学生募集を停止した。

## 建学の精神
学校法人恵泉女学園の「聖書」「国際」「園芸」、および建学の理念を掲げる。
- 自己を尊重し、人種や階級に関わりなく他人を尊重すること
- 日本女性が世界を知り、偏見をなくし、それに対峙すること
- 自然を慈しみ、生命を尊び、人間の基本的なあり方を学ぶこと

1988年の大学創立にあたり、以下の大学独自の理念を追加した。
- 考える大学：学問の出発は、考えること、疑問を持つこと、批判することにあるとして、真剣に自分で考え活発に討議しあう、考える大学でありたい。
- 平和をめざす女性の大学：平和と共存を担うものとして、社会で活躍する女性を育てる大学でありたい。
- 地球大学：地球規模でものを考え、欧米やアジアに焦点をあわせた文化・語学を学べる大学でありたい。

## 大学の教育理念
大学の教育理念は、以下の3点である。
- 自己を尊重し、自己を愛するように他者を尊重する人を育てる
- 世界を知り、偏見や差別に立ち向かう力を育む
- 自然を慈しみ、いのちを尊ぶ人を育てる

2016年に学長に就任した大日向雅美は「生涯就業力」を唱えた。

## 大学の特色
- 必修の共通教養科目として、「キリスト教学入門」「平和研究入門」「生活園芸」が設けられている。
- 体験学習として、FS（フィールド・スタディ）やCSL（コミュニティ・サービス・ラーニング）、FT（フィールド・トリップ）、文化現地研修などのプログラムがある[4]。 「体験学習」は、文部科学省の2006年度「特色ある大学教育支援プログラム」（特色GP）に選定された[4]。
- 「生活園芸」を中心とする園芸科目では、学生がキャンパスに隣接した大学教育農場（町田市小野路町）で有機園芸を体験する。教育機関としては日本で初めてJAS認定を受けた面積約7000平方メートルのオーガニックファームを有する[3]。（「生活園芸」は、文部科学省の2007年度特色GP選定[5]）
- 大学敷地内には様々な花壇が設けられている[6]。また、多摩センター駅のメイン通りであるパルテノン通りの公共花壇の管理も行っている[7]。2017年、同活動により、多摩市まちの環境美化条例に基づく表彰を受けた[7]。
- 1989年、キャンパスが「公共の色彩賞－環境色彩10選」[注 1]に選定された[8]。キャンパスはテレビや映画のロケ地として、たびたび使用されている。

## 沿革
- 1987年（昭和62年）12月23日 - 設置認可を取得。
- 1989年（平成元年）4月1日 - 教育課程（国語・英語）を新設。
- 1990年（平成2年）4月1日 - 日本語教員養成課程を新設。
- 1992年（平成4年）4月1日 - 国際交流プログラムを開始。
- 1995年（平成7年）4月1日 - 日本語教員養成課程（主専攻）を新設。
- 1997年（平成9年）
  - 4月1日 - 平和文化研究所を開所。
  - 5月12日 - 情報・園芸・研究棟を起工。
- 1998年（平成10年）4月1日 - 国際社会文化学科開設。
- 1999年（平成11年）4月1日 - 短期FSを開始。
- 2000年（平成12年）4月1日 - 長期FSを開始。
- 2001年（平成13年）4月1日 - 人間環境学科・大学院（人文学研究科）開設
- 2002年（平成14年）3月8日 - 大学基準協会による相互評価を受け、適合認定を取得。
- 2003年（平成15年）4月1日 - 園芸文化研究所を開所。
- 2005年（平成17年）4月1日 - 人間社会学部を新設。人文学部（日本語日本文化学科・英語コミュニケーション学科・文化学科）と人間社会学部（国際社会学科・人間環境学科）を設置。CSL開始。
- 2006年（平成18年）8月4日 - 「専門性をもった教養教育としての体験学習」が特色GPに採択される。
- 2007年（平成19年）
  - 4月1日 - 大学院に人間社会学研究科を新設。
  - 8月6日 - 「教養教育としての生活園芸」が特色GPに採択される。
- 2009年（平成21年）4月1日 - 大学院人間社会研究科を廃止し、平和学研究科を開設。同研究科は日本で初めて「平和学」で修士号を取れる大学院となる。
- 2013年（平成25年）4月1日 - 人間社会学部社会園芸学科を新設、人文学部文化学科を歴史文化学科へ改称。
- 2014年（平成26年）4月1日 - 人間社会学部人間環境学科を現代社会学科へ改称。
- 2020年（令和2年）1月28日 - 2007年に取得した多摩キャンパス隣接地の旧東京都立南野高等学校跡地を国士舘大学へ売却[9]。
- 2023年（令和5年）3月22日 ‐ 2024年度以降の大学および大学院の学生募集停止を発表[10]。定員割れが続き大学の金融資産の確保・維持が難しくなったことによる[10]。2018年には入学者88%だったが、2022年には56%まで落ち込んでいた[11]。

## 教育及び研究

### 学部
- 人文学部
  - 日本語日本文化学科
  - 英語コミュニケーション学科
- 人間社会学部
  - 国際社会学科
  - 社会園芸学科

### 研究科
- 人文科学研究科
  - 文化共生専攻（修士課程）
- 平和学研究科
  - 平和学専攻（修士課程）
    - 国際協力コース
    - 公共/社会政策コース

## 学生生活・行事
- 4月：入学式、新入生フェロシップ（全体、学部、学科）、ガイダンス、イースター礼拝、春学期授業開始、健康診断
- 5月：ランチタイム・オルガンコンサート、キリスト教強調週間、スプリングフェスティバル（春の学園祭）
- 6月：チャペルコンサート
- 7月：春学期授業・試験終了
- 8月：夏期休暇
- 9月：サマーキャンプ、9月卒業式・学位授与式、秋学期授業開始
- 10月：河井道メモリアルウィーク
- 11月：創立記念日、恵泉祭（秋の学園祭）、収穫感謝礼拝、クリスマスツリー点火式
- 12月：クリスマス賛美礼拝
- 1月：春期休暇
- 2月：卒業リトリート
- 3月：卒業式・学位授与式

## 併設施設
- 恵泉女学園中学校・高等学校
- 恵泉蓼科ガーデン
- 恵泉園芸センター：恵泉女学園が運営するフラワーショップとフラワースクール
- 恵泉花と平和のミュージアム

## 大学関係者一覧
- 村井資長（工学者）- 初代学長[12]
- 荒井献（宗教学者）- 3代目学長[12]
- 大口邦雄（数学者）- 5代目学長[12]
- 木村利人（倫理学者）- 6代目学長[12]
- 大日向雅美（心理学者）- 学長[12]
- 山川百合子（草加市長）- 人文学部英米文化学科卒業

## 協定している著名な教育機関
- グロスタシャー大学（イギリス）
- ビクトリア大学（カナダ）
- 新羅大学校（大韓民国）
- 梨花女子大学（大韓民国）
- パヤップ大学（タイ王国）
- 上海杉達学院（中華人民共和国）
- 延辺大学（中華人民共和国）
- 世新大学（台湾）
- ガジャマダ大学（インドネシア）

## テレビドラマ・映画などでのロケの使用
- エースをねらえ!
- 14才の母
- 有閑倶楽部
- ROOKIES
- アタックNo.1
- ゲゲゲの鬼太郎
- おひとりさま
- 大切なことはすべて君が教えてくれた
- マジすか学園2